# Стад дьо Сюис
„Стад дьо Сюис“ е футболен стадион в Берн, Швейцария.
На стадиона се играят домакинските срещи на „Йънг Бойс“. Това е вторият по големина стадион в Швейцария и сред стадионите, ползвани за Евро 2008, което се провежда в Швейцария и Австрия през 2008 г.

## История
Построен е на мястото на стадион „Ванкдорф“, който е разрушен през 2001 г. Новият стадион е с капацитет от 32 000 покрити седящи места. На покрива има инсталирани слънчеви панели.
Официално е открит на 30 юли 2005 г., въпреки че първият мач се провежда на 16 юли същата година. Тогава „Йънг Бойс“ губят от „Олимпик“, Марсилия с 2:3 пред 14 000 зрители. Мачът се превежда като инфраструктурен тест, поради което са пуснати в продажба само 14 000 билета.
Стадионът е използван през 2005 г. за 3 домакински срещи на ФК Тун в Шампионската лига.
През август 2010 г. се разбира, че има планове за премахване на „Ванкдорф“ (Wankdorf) от името на стадиона, поради значението на думата „уанк“ (wank) на английски. .

## Седалката
На фона на всички черни и жълти седалки на стадиона се различава една-единствена червена. Това е първата седалка, инсталирана на стадиона на 20 януари 2005 г. За тази седалка няма билет за продажба и на всеки мач на „Йънг Бойс“ тя е заета от известна личност.